# Alessandro de’ Medici
Alessandro de’ Medici (Firenze, 1510. június 22. – Firenze, 1537. január 6.) a firenzei köztársaság vezetője 1530 októberétől, majd Firenze hercege (1532. május 1. – 1537. január 6.).

## Élete
Alessandróról egyesek azt állították, hogy Lorenzo (1492-1509) urbinói herceg fia; mások pedig azt, hogy magáé Giulio bíborosé (1478-1534), az anyja pedig egy nápolyi arab rabszolganő vagy a római Campagna egy parasztasszonya. Silvio Passerini (1469–1529) bíboros felügyelete alatt nevelkedett a firenzei Medici-palotában – egészen 1527-ig – két rokonával együtt: Medici Katalinnal (1519–1589), a későbbi francia királynéval és Ippolito de’ Medicivel (1511–1535). Mikor megérkezett Firenzébe a hír, hogy Rómát a császári csapatok kifosztották (Sacco di Roma), a polgárok jelszavakat kiabáltak az utcákon, és hálaadó énekeket zengtek. Amikor a pápai megbízott, Passerini bíboros Ippolitóval és Alessandróval együtt elmenekült, a nép kidobálta VII. Kelemen képmását – a Santissima Annunziata-templomból, – és a téren darabokra tépte. Elfogadták a köztársaság alkotmányát, és egyéves időtartamra egy Medici-ellenes gonfalonierét választottak meg Niccolò Capponi személyében.

## Firenze vezetője

### Politikai váltás
Alessandro 1530-ban, spanyol zsoldosok élén vonult be szülővárosába. Mielőtt a firenzeiek megadták magukat, Kelemen ígéretét vették, hogy a várost továbbra is a Signoria fogja kormányozni. Azonban a fegyverletételt követően véglegesen megszüntették a Signoriát. Raffaele Girolamit, az újonnan megválasztott gonfalonierét halálra ítélték, habár ezt az ítéletet később életfogytig tartó börtönre változtatták. Vezető polgárok csoportját örökre száműzték a városból. Pótlásukra a pápa az ekkor 19 éves, sötét bőrű, göndör hajú Alessandro de’ Medicit állította Firenze élére, aki számára megvásárolta a pennei hercegséget és akit V. Károly (1500-1558) természetes leányával, Margittal (1522-1586) szándékozott összeházasítani.

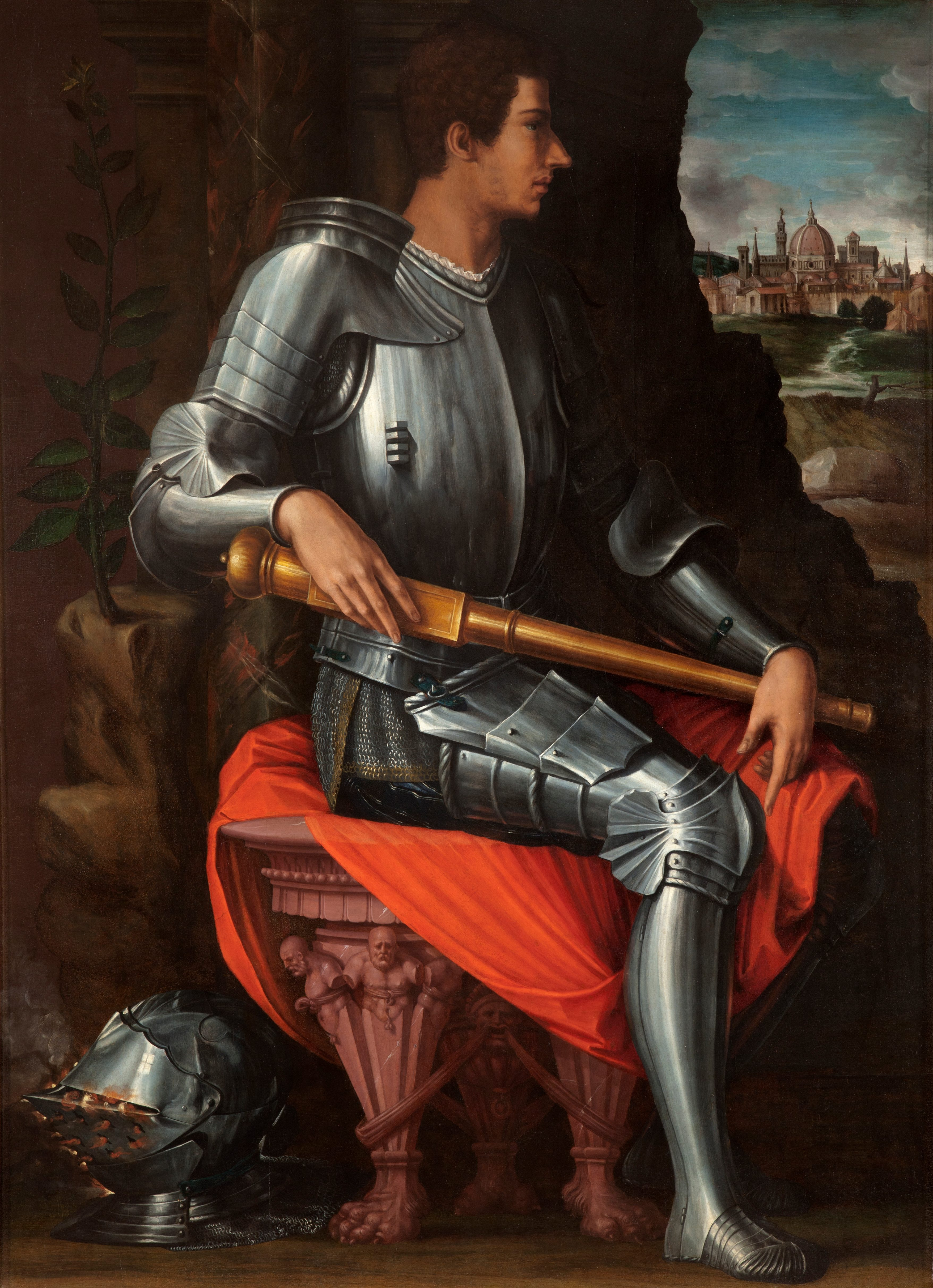
Alessandro, Firenze hercege

### Hercegi kormányzás
Mikor herceggé kiáltatta ki magát sértette a republikánus érzékenységet, ezért Alessandrót felkérték, hogy kérje ki egy firenzei polgárokból felállított tanács véleményét. Egy darabig így is tett és a nép fokozatosan megnyugodott. A firenzeiek úgy látták, hogy habár Alessandro durva és csúnya fickó, az idő múlásával fel lehet fedezni benne egy-két jó vonást is. VII. Kelemen pápa halála azonban újra felébresztette a régi félelmeket, s mielőtt véget ért volna a tél, a félelmek be is igazolódtak. Alessandro a választott tanácsokkal való megbeszéléseknek még a látszatát is beszüntette. Egyre inkább hajlott arra, hogy a tekintélyelven alapuló kormányzás iránti ifjú hajlamát kiélje, s egyben szexuális kilengései is egyre vadabbak lettek. Megbántotta a polgárokat azzal is, hogy a Palazzo della Signoria nagyharangját, amelyet – mintegy jelképezve a Köztársaság halálát – a téren szétzúztak, beolvasztatta és családját dicsőítő érmeket veretett az anyagából, a címerét meg felvésette a Porta alla Giustiziánál kibővített erőd kapubejárata fölé. Begyűjtetett minden fegyvert – még a templomokban fogadalmi ajándékként felfüggesztetteket is –, új és hatalmas erődöt építtetett, a Fortezza da Bassót. Az emberek már zsarnokgyilkosságról is suttogtak, de még frissen élt emlékezetükben a hosszú ostrom emléke és a száműzötteket visszatartotta bajaik erőszakos orvoslásától a gondolat, hogy tettük újabb császári seregeket hozhat a város nyakára. Egy darabig reménykedtek, hogy a féltékeny Ippolito elintézi az ügyet a firenzeiek helyett. Ippolito készen is állt rá, hogy V. Károly német-római császár udvaránál bepanaszolja Alessandrót, de még mielőtt ezt megtehette volna, 1535. augusztus 10-én Itriben meghalt.

## Házassága és halála
A megállapodásoknak megfelelően lezajlott Alessandro és a 14 éves Margit esküvője. Alessandro a markában tartotta Firenzét, jobban mint bármikor előtte. Láthatóan azon igyekezett, hogy a lehető legjobban kihasználja szerencséjét. Huszonhat éves korában orgyilkos tőre végzett vele, s ez már jóval előbb megtörtént volna, ha Firenze nincs olyan szoros gúzsba kötve. A merényletre rokona, Lorenzaccio de’ Medici (1514–1548) házában került sor 1537. január 6-án – a Háromkirályok ünnepén, a gyilkosságot Michele Tavolaccio Scoroncolo hajtotta végre.